# Fakule
Fakule (lat. facula – mala baklja) jedna su od manifestacija Sunčeve aktivnosti na fotosferi. Javljaju se oko Sunčevih pega i gušće su, toplije i sjajnije od same fotosfere.
Fakule su toplije oblasti od prosečne toplote fotosfere, a čak i kada su oslabljene hladnijim Sunčevim pegama, fakule izazivaju ukupno povećanje Sunčevog zračenja od oko 0.1%. Stoga, Sunce proizvodi manje toplote i svetla kada nema pega, što može izazvati pojave poput malih ledenih doba. Pored fakula, kao slični vidovi Sunčeve aktivnosti javljaju se i Sunčeve plaže.
Fakule su svetle oblasti u fotosferi. Vezane su sa slabim magnetnim poljima i sjajnije su od okolne fotosfere u proseku za 20%. Vizuelno ih možemo posmatrati samo blizu rubova diska, zahvaljujući tome što će se rubovi zatamniti i to će dovesti do pojačanja kontrasta. Iako su one oblasti u kojima je izraženo magnetno polje, ali je ono drugačijeg oblika nego u Sunčevim pegama i raspoređeno je na manjim površinama. Za razliku od Sunčevih pega koje utiču da Sunce na pojednim mestima izgleda tamnije, fakule doprinose suprotnom efektu jer zbog njih Sunce izgleda svetlije. U toku ciklusa Sunčevih pega, fakule se probijaju iznad pega i taj trenutak se naziva maksimum ciklusa u kome je Sunce za oko 0,1% svetlije od prosečnog.
Fakule su tesno povezane sa pegama. Sve pege se javljaju u fakularnim poljima, mada postoje fakule bez pega. Životni vek fakula traje oko dva meseca, a fakule sa pegama mogu trajati i više meseci.

## Otkriće
Još pre četrdesetak godina znalo se da su fakule tesno povezane sa jakim magnetnim poljem. Njihovo objašnjenje koje se kasnije postalo verodostojno dao je Spruit, objavivši ga u radovima 1976. i 1977. godine.
Za ovu vrstu Sunčeve aktivnosti otkrilo se da ukupna količina Sunčevog zračenja uvećava u periodima njegove veće aktivnosti, što je bilo u suprotnosti za očekivanjima zato što je visoka Sunčeva aktivnost podrazumevala trenutke kada ima više tamnih Sunčevih pega. Ovaj fenomen je objašnjen prisustvom svetlih Sunčevih fakula čiji je broj direktno proporcionalno povezan sa brojem Sunčevih pega. Iako prisustvo Sunčevih pega utiče da se ukupno zračenje smanji, fakule koje okružuju pege povećavaju zračenje, tako da je ukupan rezultat njihovog prisustva u maksimumu njihovog broja povećanje Sunčevog zračenja za 0,1%. Sunčeve pege i fakule su važne za izučavanje klimatskih promena na Suncu, pošto oni daju potpunu informaciju o ukupnoj izračunatoj energiji Sunca u svakom trenutku.

## Posmatranja i model
Ako se Sunce posmatra manjim optičkim teleskopom, na njemu se mogu uočiti dve strukture: tamne Sunčeve pege i fakule.
Posmatranja pomoću SST teleskopa blizu ivice po prvi put su pokazala da Sunčeva površina nije glatka, već da ima trodimenzionalne strukture poput udubljenja i uzvišenja. Uticaj reljefne površine pripisane su Sunčevim granulama. Zbog osvetljenosti se pretpostavlja da su na tim mestima mogući lokalizovani toplotni izvori, međutim, pravo objašnjenje je da je gustina gasa u ovim oblastima vrlo smanjena usled prisustva jakog magnetnog polja. Manja gustina gasa čini te oblasti transparentnim, tako da se mogu videti dublji slojevi granula na ivicama na kojima je povišena koncentracija magnetnog polja. U tim dubljim slojevima gas je topliji i ima veći stepen radijacije što objašnjava osvetljenje. Između granula se nalaze izrazito osvetljenije površine koje se pripisuju fakulama. Njih se mora posmatrati visokom prostornom rezolucijom. 
Posmatranja fakula su preko numeričkih simulacija upotpunjena detaljnim teoretskim objašnjenjima. Geometriju fakula je objasnio Keler 2004. godine, na osnovu pretpostavki koje je objavio Spruid. Napravljene su simulacije koje demonstriraju da je ovakva konfiguracija validna, ako se okruženje neprekidno menja, u vrlo dinamičnoj konvektivnoj Sunčevoj atmosferi.

## Fakule na različitim nebeskim telima
- Fakule na Suncu
- Fakula Šikoku na Saturnovom mesecu Titan
- Fakula Memfis na Jupiterovom satelitu Ganimed